# Guildhall (Bath)
La Guildhall è un edificio municipale del XVIII secolo nel centro di Bath, nel Somerset, in Inghilterra. È un edificio di interesse storico culturale di I grado.

## Storia
La prima menzione di un municipio a Bath risale al 1359. Questo venne poi sostituito da un municipio giacobiano, approssimativamente nello stesso sito, nel 1625. L'edificio fu notevolmente ampliato, su progetto di William Killigrew, nel 1725 e successivamente fu messa in mostra una serie di dipinti appositamente commissionati da Jan Baptist van Diest. 
L'attuale edificio in pietra di Bath, progettato da Thomas Baldwin, fu costruito tra il 1775 e il 1778 e ampliato da John McKean Brydon nel 1893. La facciata centrale presenta quattro colonne ioniche e l'edificio è sormontato dalla statua della Giustizia. La cupola centrale e le ali nord e sud furono aggiunte nel 1893 e formano un edificio contiguo con la Victoria Art Gallery, anch'essa costruita nello stesso periodo. 
La Guildhall ha subito notevoli danni in un incendio il 25 aprile 1972. L'interno ha una sala per banchetti con colonne corinzie, lampadari del XVIII secolo e ritratti reali. La sala è utilizzata per le visite reali in città: la regina Elisabetta II ha pranzato nella sala dei banchetti nel maggio 2002.
L'edificio ora ospita la camera del consiglio di Bath e il North East Somerset Council e l'ufficio del registro di Bath e il North East Somerset; l'edificio è utilizzato anche come location per matrimoni e l'ufficio di registrazione ospita anche i servizi di Bath e North East Somerset Archives and Local Studies. La Guildhall funge anche da sede del Bath International Music Festival e di altri eventi culturali. È stata utilizzata per le riprese di drammi d'epoca e miniserie come The Trial of Christine Keeler (nel 2019).

## Mercato di Bath Guildhall
Il mercato di Bath Guildhall si trova dietro la Guildhall ed è accessibile dal suo tunnel d'ingresso attraverso la Guildhall. Ha operato sul suo sito negli ultimi 800 anni. Al giorno d'oggi sono presenti circa 20 venditori ambulanti.

## Galleria d'immagini

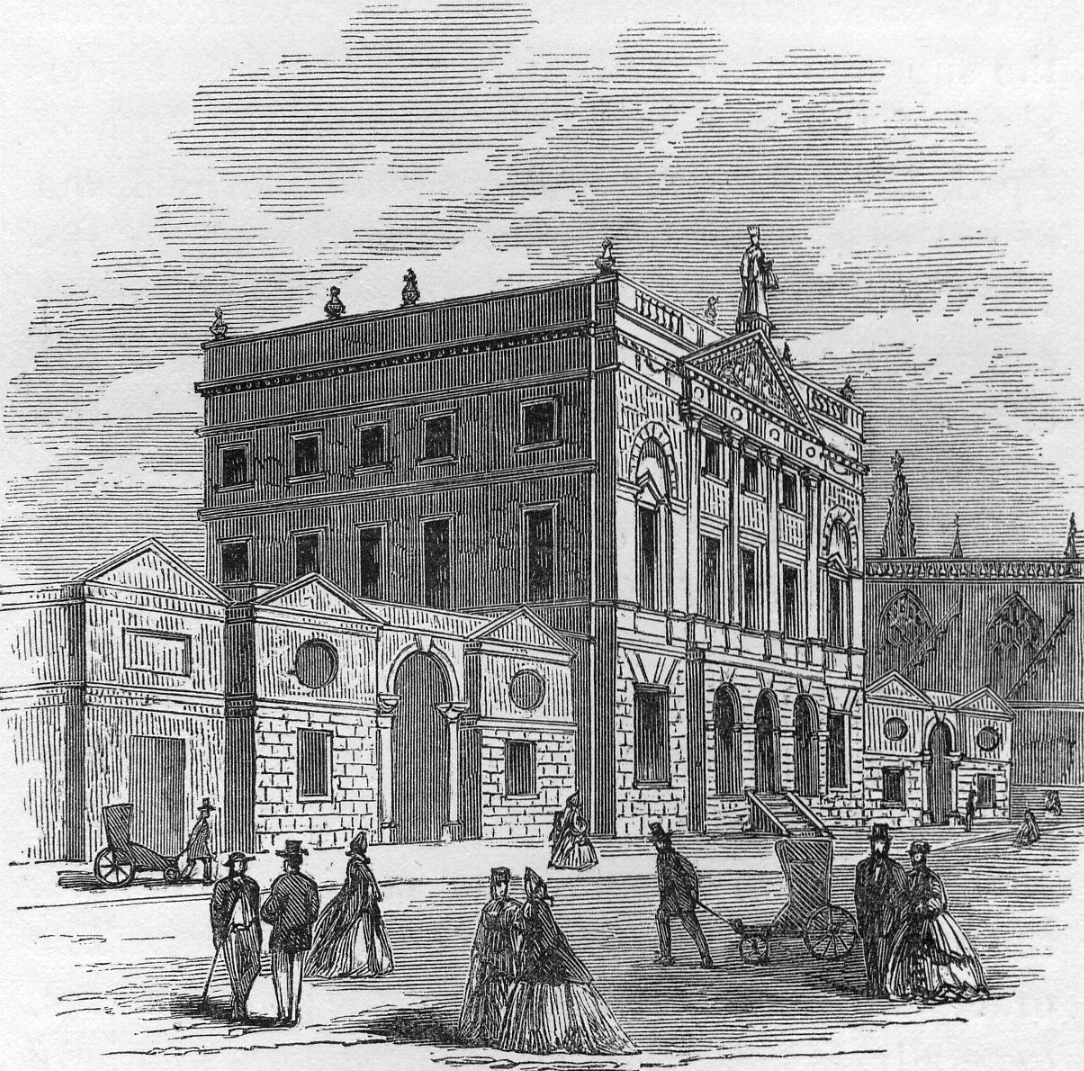
La Guildhall nel 1864 prima che fossero costruiti gli ampliamenti
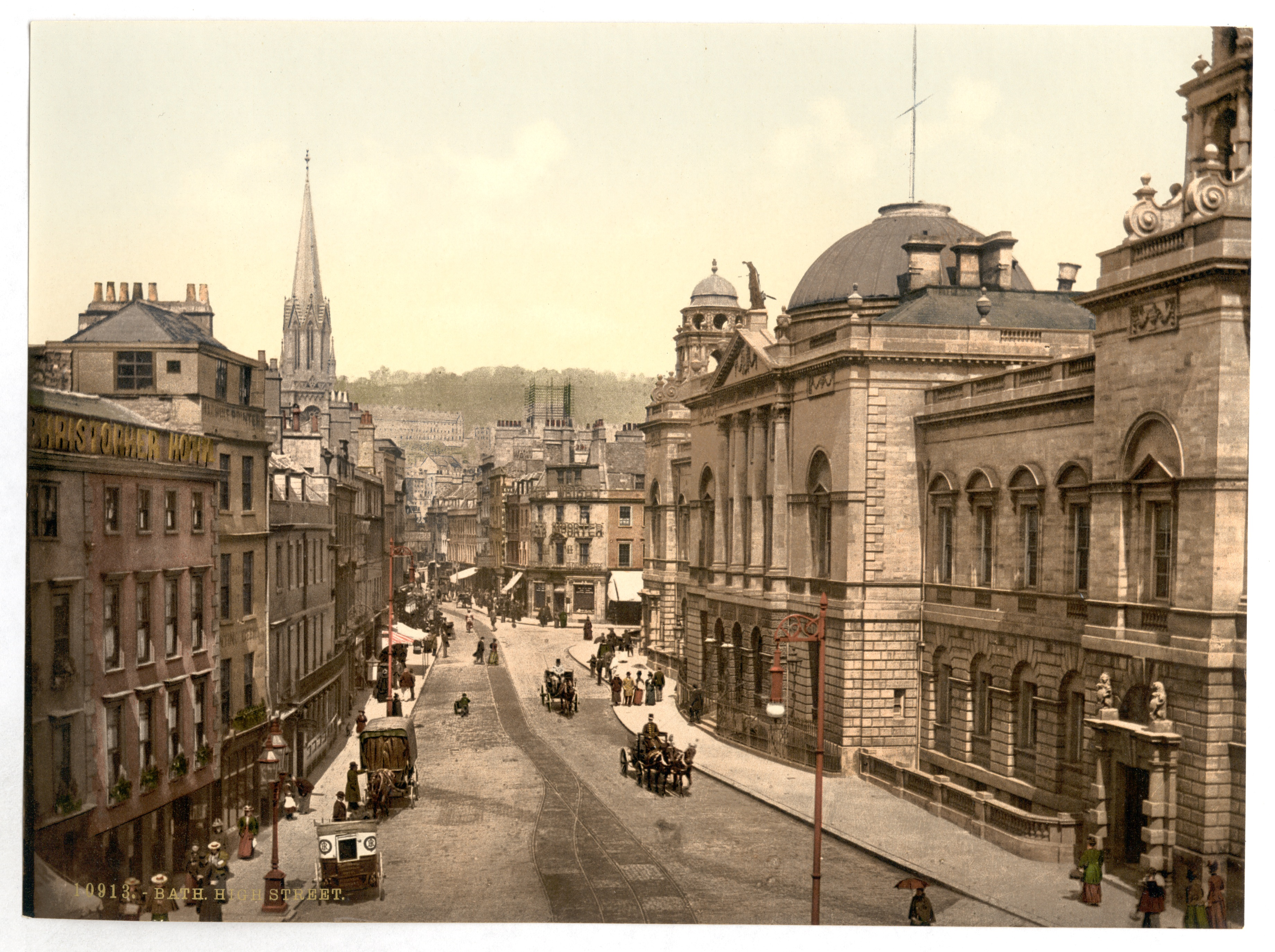
La Guildhall intorno al 1895
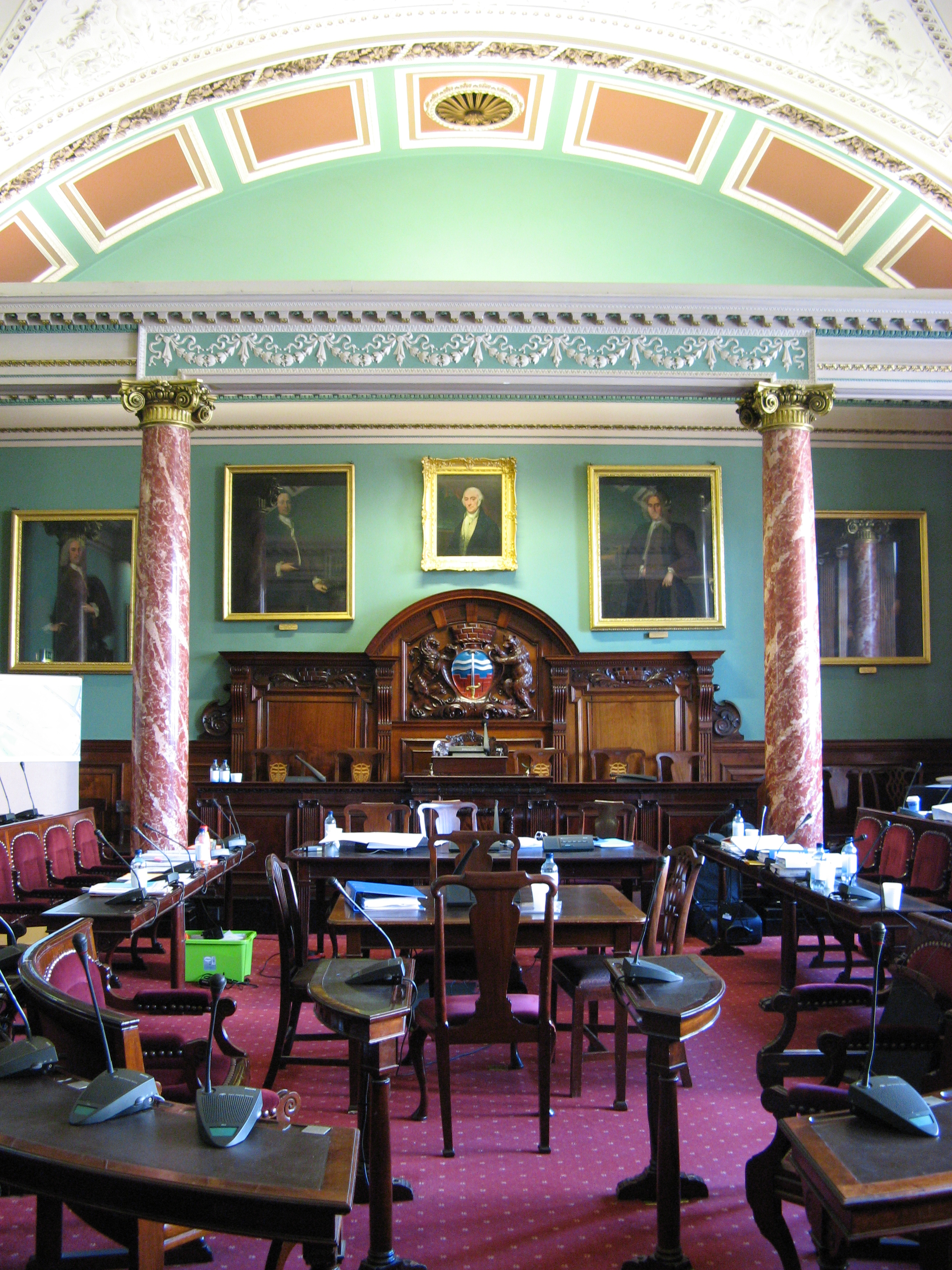
Camera del consiglio
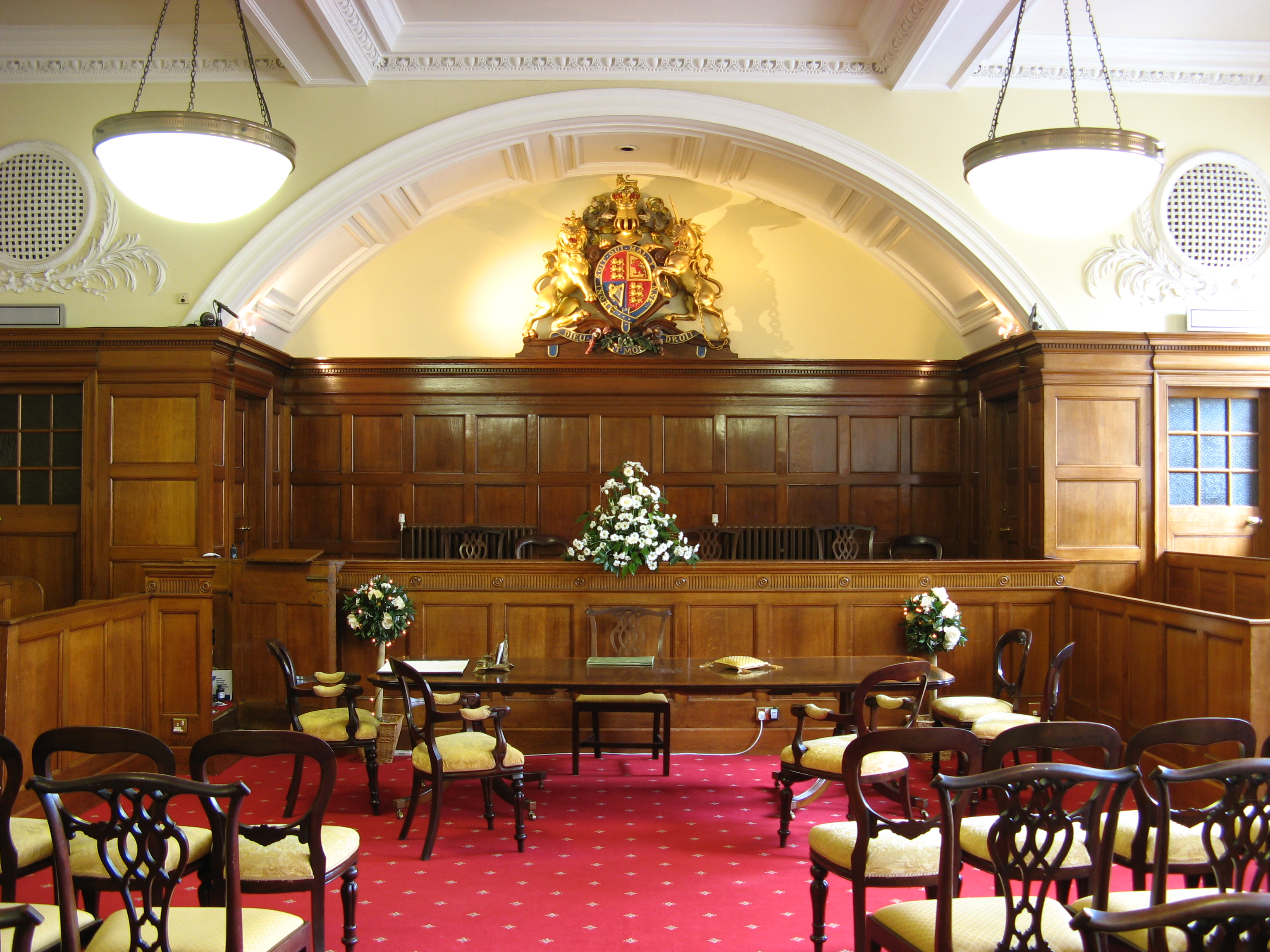
Camera Alkmaar
Fregio neoclassico (John Brydon, architetto)